# Takashi Kiyama
Takashi Kiyama (jap. 木山 隆之 Kiyama Takashi; ur. 18 lutego 1972) – japoński piłkarz występujący na pozycji obrońcy.

## Kariera piłkarska
Od 1994 do 2002 roku występował w klubach Gamba Osaka, Consadole Sapporo i Mito HollyHock.

## Kariera trenerska
Po zakończeniu piłkarskiej kariery pracował jako trener w Mito HollyHock, JEF United Chiba, Ehime FC i Montedio Yamagata.